# Childrens Hospital
Childrens Hospital es una serie de televisión satírica y webserie estadounidense de comedia, que satiriza el género drama médico, creado por el actor y cómico Rob Corddry. La serie comenzó en la web en TheWB.com con diez episodios, aproximadamente cinco minutos de duración, todos los cuales se estrenó el 8 de diciembre de 2008. Adult Swim adquirió los derechos de la serie en 2009 y los episodios comenzazon a emitirse en 2010.
La trama se centra en el personal de Childrens Hospital, llamado en honor a Dr. Arthur Childrens. El hospital de forma esporádica (y por lo general sin razón) se menciona como que se encuentra dentro de Brasil, pese a que no se hace prácticamente ningún esfuerzo por ocultar que la serie está rodada en Los Ángeles, California. Corddry es parte de un reparto interpretando a los médicos del hospital, que también incluye a Lake Bell, Erinn Hayes, Rob Huebel, Ken Marino y Megan Mullally. Malin Åkerman y Henry Winkler se unió al elenco de la segunda temporada.

## Sinopsis
Childrens Hospital es un producto de TheWB.com. Sus webisodios son cerca de 4-5 minutos de duración, cada uno narrado por el Dr. Cat Black principalmente en la temporada 1, y por la Dra. Valerie Flame en la temporada 2.  La serie se burla de dramas médicos, tales como St. Elsewhere, House, Grey's Anatomy, General Hospital, Private Practice, Chicago Hope, ER y Scrubs.

## Transmisión
Aunque Comedy Central hizo una oferta competidora, el espectáculo fue recogido por Adult Swim la serie fue elegida por Adult Swim después que Corddry decidió que el estilo de comedia no era el más adecuado para el formato de media hora de Comedy Central que quería. Adult Swim ofrece espacio tiempo de media hora o quince minutos, y Corddry eligió la segunda opción. La primera temporada original de webisodios comenzó a emitirse en Adult Swim el 11 de julio de 2010, en grupos de dos con un nuevo falso-comercial entre los dos grupos de webisodios. El canal y los de nueva producción debutó la segunda temporada de episodios que comenzó a transmitirse el 22 de agosto de 2010.
El 1 de septiembre de 2010 Childrens Hospital comenzó a transmitirse en el canal de televisión canadiense G4. Childrens Hospital se estrenó en Comedy Channel de Australia el 26 de enero de 2011.

## Personajes
- Rob Corddry como Dr. Blake Downs
- Lake Bell como Dr. Cat Black
- Ken Marino como Dr. Glenn Richie
- Rob Huebel como Dr. Owen Maestro
- Megan Mullally como The Chief
- Erinn Hayes como Dr. Lola Spratt
- Malin Åkerman como Dr. Valerie Flame
- Henry Winkler como Sy Mittleman.

### Recurrente
- Michael Cera como Sal Viscuso.
- Zandy Hartig como Enfermera Dori.
- Brian Huskey como Chet (Temporadas 2–Presente).
- Nick Offerman como Agente Chance Briggs.
- Nick Kroll como Little Nicky (Temporadas 1–2).
- Nathan Corddry como Dr. Jason Mantzoukas y Ed Helms como Dr. Ed Helms (Temporada 1).
- John Ross Bowie como Dr. Max Von Sydow (Temporadas 1–3).
- Seth Morris como Dr. Nate Schacter (Temporada 1).
- Kurtwood Smith como Ben Hayflick (Temporada 2).
- Jon Hamm como Derrick Childrens (Temporadas 2–3).
- Jordan Peele como Dr. Brian (Temporadas 2–3).
- Arthur Childrens (Temporada 3).
- David Wain como Rabbi Jewy McJewJew (Temporadas 2–3).
- Mather Zickel como Louis LaFonda (Temporadas 2–3).

## Producción
Algunas partes de la serie fueron filmados en North Hollywood Medical Center, el mismo hospital antiguo utilizado para filmar Scrubs y varias otras películas y programas de televisión. Como una parodia del episodio en directo "Ambush"  de ER, el final de la segunda temporada (salió al aire 7 de noviembre de 2010) fue promovida como una transmisión en vivo.
Una cuarta temporada se estrenó el 9 de agosto de 2012.

### Proyectos relacionados
Los anuncios de televisión simulacros presentados con las transmisiones de Adult Swim para la primera temporada de Childrens Hospital ataría en los futuros programas de Adult Swim, con una recolección de series de parodia crimen procesal NTSF:SD:SUV:: (National Terrorism Strike Force: San Diego: Sport Utility Vehicle) informó en noviembre de 2010, y Chris Elliott protagonizó en Eagleheart, que se estrenó en febrero de 2011. La ficción fue destacada prominentemente en el episodio de Eagleheart "Double Your Displeasure".
En junio de 2011, Rob Corddry dijo que el elenco y el equipo creativo de Childrens Hospital están trabajando en hacer una película juntos, separados de Childrens Hospital, con una historia diferente y personajes. También reveló que Newsreaders, la revista de noticias ficticia en el mundo de Childrens Hospital, fue elegida para el desarrollo en su propio programa. En mayo de 2012, Adult Swim anunció a Newsreaders como parte de su programación series para la temporada 2012-13 de transmisión, con el ex coproductor ejecutivo de The Daily Show Jim Margolis sirviendo como showrunner, desarrollando Newsreaders con los creadores de Wain, Corddry, y Jonathan Stern. Newsreaders está dirigido a estrenarse en enero de 2013.

## Índice de audiencia
A pesar de los bajos niveles de audiencia en comparación con otras series de televisión por cable, Childrens Hospital ha recibido aún sus calificaciones más altas hasta la fecha en su nuevo espacio de medianoche (ET). El viernes, ha sacado de 525.000 espectadores mientras que el domingo sacó 551.000 (en el grupo demográfico 18-34). Desde entonces, se ha vuelto a dar en el blanco 900.000. Desde el comienzo de la tercera temporada, la serie ha estado sacando en más de 1 millón de espectadores por episodio.